# 北のビジネス最前線
『北のビジネス最前線』（きたのびじねすさいぜんせん）はHBCテレビ（北海道放送）で2014年1月12日から放送開始の経済番組。

## 番組概要
この番組では、北海道内で活躍している企業に加え、その北海道に注目している本州にある企業を紹介するものである。

## 放送時間
- 毎週日曜 6:30 - 6:45（第4日曜日を除く）
「マスターズ・トーナメント」（毎年4月上旬）「全米プロゴルフ選手権」（毎年8月中旬）放送時は休止となる。

## スタッフ
- プロデューサー：大桃慶之
- ディレクター：佐藤貢一、佐藤大介、神山功、内村俊介
- 制作協力：HBCフレックス
- 製作著作：北海道放送